# مسعود اوحدی
مسعود اوحدی (زاده ۱۳۲۹) مدرس، منتقد سینما، مجری تلویزیونی، نویسنده و مترجم ایرانی است. عمده سرشناسی اوحدی مربوط به پایه‌گذاری برنامه هنرهفتم با سرپرستی اکبرعالمی بوده‌است. هنرهفتم اولین برنامه تلویزیونی تخصصی مرتبط با فیلم و سینما پس از انقلاب بود که در ابتدای دهه ۱۳۷۰ از شبکه دو پخش می‌شد. عالمی و اوحدی، کارشناس و مجری ثابت این برنامه بودند.

## تحصیلات
اوحدی دانش‌آموختهٔ کارگردانی سینما از دانشکده هنرهای دراماتیک و فوق لیسانس سینما و تلویزیون از دانشگاه سیراکیوز نیویورک است. وی از سال ۱۳۶۱ تدریس در دانشکده صدا و سیما را آغاز کرد و در کنار آن، ترجمه و نویسندگی در حوزه رسانه و سینما را تاکنون ادامه داده‌است.

## فیلمسازی
اوحدی یک تجربه عملی سینمایی به عنوان دستیار کارگردان در فیلم توجیه به کارگردانی منوچهر حقانی پرست و نویسندگی محسن مخملباف محصول سال ۱۳۶۰دارد.

## آثار نوشتاری[۹][۱۰]

### ترجمه‌ها
- سرگئی ایزنشیتن: فیلمنامه‌های هالیودی (طلای ساتر - تراژدی آمریکائی) ایور مونتاگ؛ (سروش)، عکس معاصر، ۱۳۶۸–
- نشانه‌شناسی و زیباشناسی سینما یوری لوتمن؛ (سروش)، ۱۳۷۰
- فیلمنامه‌های هالیوودی: طلای ساتر - تراژدی آمریکایی سرگی‌میخائیلوویچ آیزنشتین؛ (سروش)، عکس معاصر، ۱۳۶۹
- کازابلانکاهوارد کاچ؛ (سروش)، با مشارکت کلینی،
- زمین می‌لرزد لوکینو ویسکونتی؛ ۱۳۷۱– با مشارکت خجسته
- هفت سامورایی: فیلمنامه آکورا کروسوا؛ (سروش)، ۱۳۷۴
- نشانه‌شناسی و زیباشناسی، سینما وری لوتمن؛ (سروش)، ۱۳۷۶
- برگمان به روایت برگمان، استیگ بیورکمن؛ تورستن مانس؛ یوناس سیما - (سروش)، ۱۳۷۷
- طبقه‌بندی مفاهیم در ارتباطات رید بلیک؛ ادوین هارولدسن؛ (سروش)، ۱۳۷۸
- کازابلانکا، هوارد کاچ؛ جولیوس اپستاین - الست فردا، ۱۳۷۹
- این بچه‌ها … ویلیام سارویان؛ (سروش)، ۱۳۷۹
- فیلمنامه محله چینی‌ها رابرت تاون؛ (سروش)، الست فردا، ۱۳۸۰
- رسانه‌ها و مدرنیته: نظریه اجتماعی رسانه‌ها جان‌بروکشایر تامپسون؛ (سروش)، ۱۳۸۱
- تلویزیون در جهان گردآورنده:آنتونی اسمیت؛ گردآورنده:ریچارد پاترسون؛ (سروش) - صفحه - سال ۱۳۸۱
- تولید برنامه‌های تلویزیونی به روش تک‌دوربینه رابرت ماسبرگر؛ (سروش)، ۱۳۸۱
- رسانه‌ها و مدرنیته: نظریه اجتماعی رسانه‌ها جان‌بروکشایر تامپسون؛ (سروش)، (سروش)، ۱۳۸۹–
- تلویزیون در جهان گردآورنده:آنتونی اسمیت؛ گردآورنده:ریچارد پاترسون؛ (سروش)، (سروش)، ۱۳۸۹–
- کارگردانی فیلم‌های داستانی به روش تک دوربینه مایک کریسپ؛ (سروش)، ۱۳۹۰
- طبقه‌بندی مفاهیم در ارتباطات رید بلیک؛ ادوین هارولدسن؛ (سروش)، (سروش)، ۱۳۹۰
- تولید برنامه‌های تلویزیونی به روش تک دوربینه رابرت‌بی. ماسبورگر؛ (سروش)، ۱۳۹۰
- نشانه‌شناسی و زیباشناسی سینما یوری لوتمن؛ (سروش) - ۱۳۹۱
- رسانه‌ها و مدرنیته: نظریه اجتماعی رسانه‌ها جان‌بروکشایر تامپسون؛ (سروش)، ۱۳۹۱

### کتاب‌ها
- نظریه روایت و ذهنیت در سینمای کلاسیک، ادوارد برانیگان؛ مترجم:مجید محمدی؛ ویراستار:مسعود اوحدی - بنیاد سینمایی فارابی، ۱۳۷۶
- روش‌یابی پژوهشهای سینمایی مسعود اوحدی - سلمان، ۱۳۷۹
- راهنمای تحقیق برای تولیدات رسانه‌ای کتی چیتر؛ مترجم:عبدالله گیویان؛ ویراستار:مسعود اوحدی - دانشکده صدا و سیمای جمهوری اسلامی، ۱۳۸۹
- شیوه تحقیق در رادیو و تلویزیون آدل ام؛ مترجم:محمدرضا پاسدار؛ ویراستار:مسعود اوحدی - دانشکده صدا و سیمای جمهوری اسلامی، ۱۳۸۷
- روایت‌شناسی سینما و تلویزیون مسعود اوحدی - دانشکده صدا و سیمای جمهوری اسلامی - ۲۸۰ صفحه - سال ۱۳۹۱
- فراتئاتر و روایتی دیگر، شهرام گیل‌آبادی؛ ویراستار:مسعود اوحدی؛ ویراستار:ابراهیم حقیقی - دانشکده صدا و سیمای جمهوری اسلامی، ۱۳۹۱